# Vigilante (Y752)
Pour les articles homonymes, voir Vigilante.
La Vigilante (Y752) est un Bâtiment d'Instruction à la Manœuvre (BIM). C'est un bâtiment-école de la Marine nationale. Son sister-ship est l'Engageante (Y751).

## Origines
La Vigilante et l'Engageante sont commandées en 2009 dans le cadre du plan de relance de l'économie. Ces navires remplacent les Chimère et Fardafet, mis en service en 1970 et 1971.

## Missions
Les deux bâtiments sont rattachés au Groupe des Écoles du Poulmic.

Leur mission principale est l'instruction à la manœuvre pour les élèves de l'École navale.

## Caractéristiques techniques
Ils sont dotés d'une coque en acier, d'une superstructure en aluminium et présentent une durée de vie de 20 ans. Leurs caractéristiques manœuvrières sont équivalentes à celles d'une frégate de type La Fayette.

### Armement
- néant

### Équipement électronique
- 1 Radar de navigation Furuno

### Drôme
- 1 embarcation pneumatique Bombard Explorer DB420de 6 places (moteur 20 cv)

### Sources
- Prézelin 2012 : Bernard Prézelin, Flottes de combat 2012, combats fleets of the world, Éditions maritimes & d'outre-mer, Édilarge S.A.,  (ISBN 978-2-7373-5021-4), p. 61, type Engageante.